# ZIL-MMZ-4502
Der ZIL-MMZ-4502 (russisch ЗИЛ-ММЗ-4502) ist ein Baukipper des sowjetischen und später russischen Herstellers Mytischtschinski Maschinostroitelny Sawod (kurz MMZ) in Mytischtschi. Er nutzt das Fahrgestell des ZIL-130 und ist für eine Nutzlast von etwa fünf Tonnen konstruiert. Die Serienproduktion begann Ende 1975 und endete 1994, weil das Sawod imeni Lichatschowa die Fertigung des ZIL-130 aufgab und damit keine Fahrgestelle mehr geliefert wurden.

## Fahrzeuggeschichte

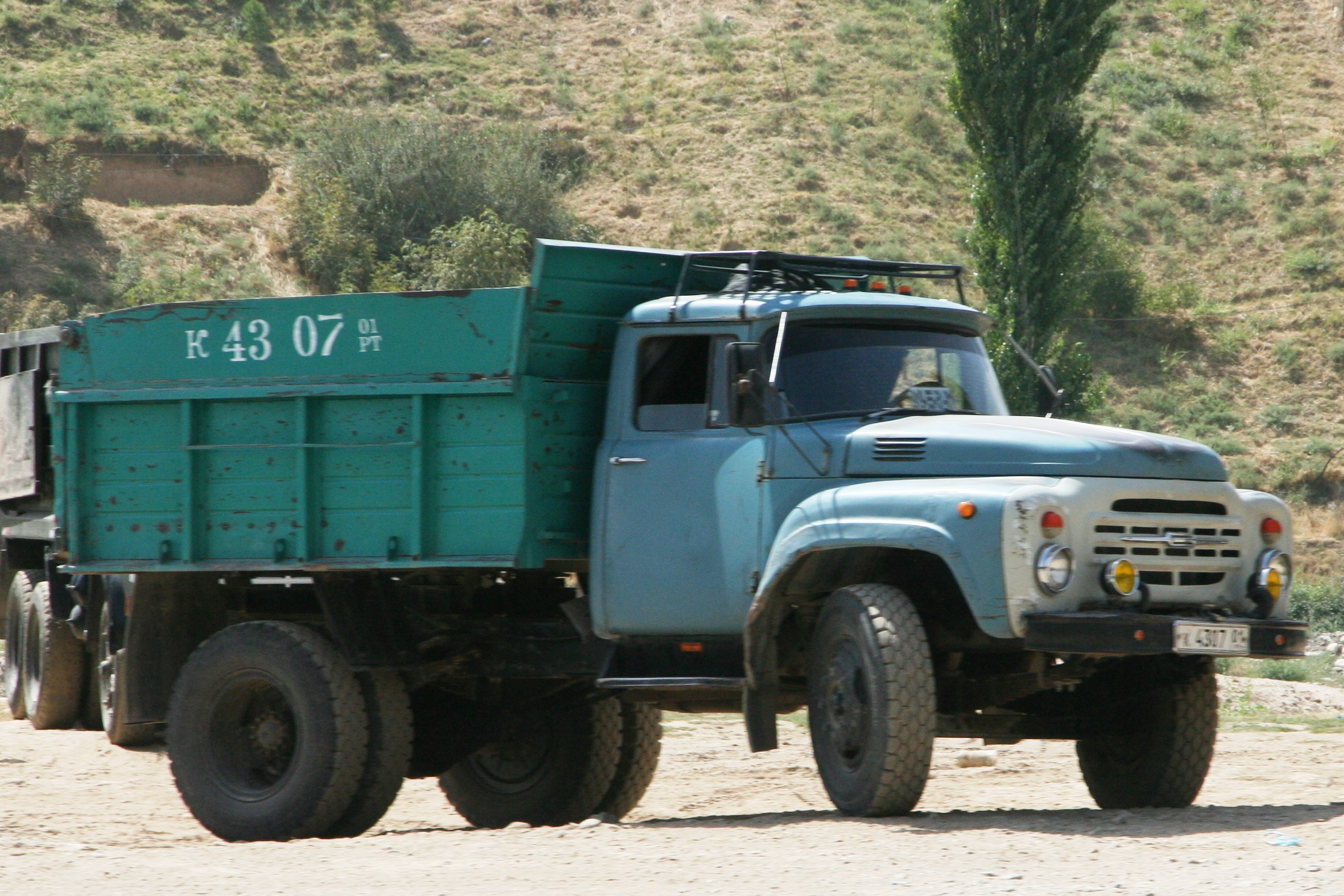
ZIL-MMZ-4502 in Tadschikistan, aufgeschweißte Bleche auf der Mulde nicht original (2016)

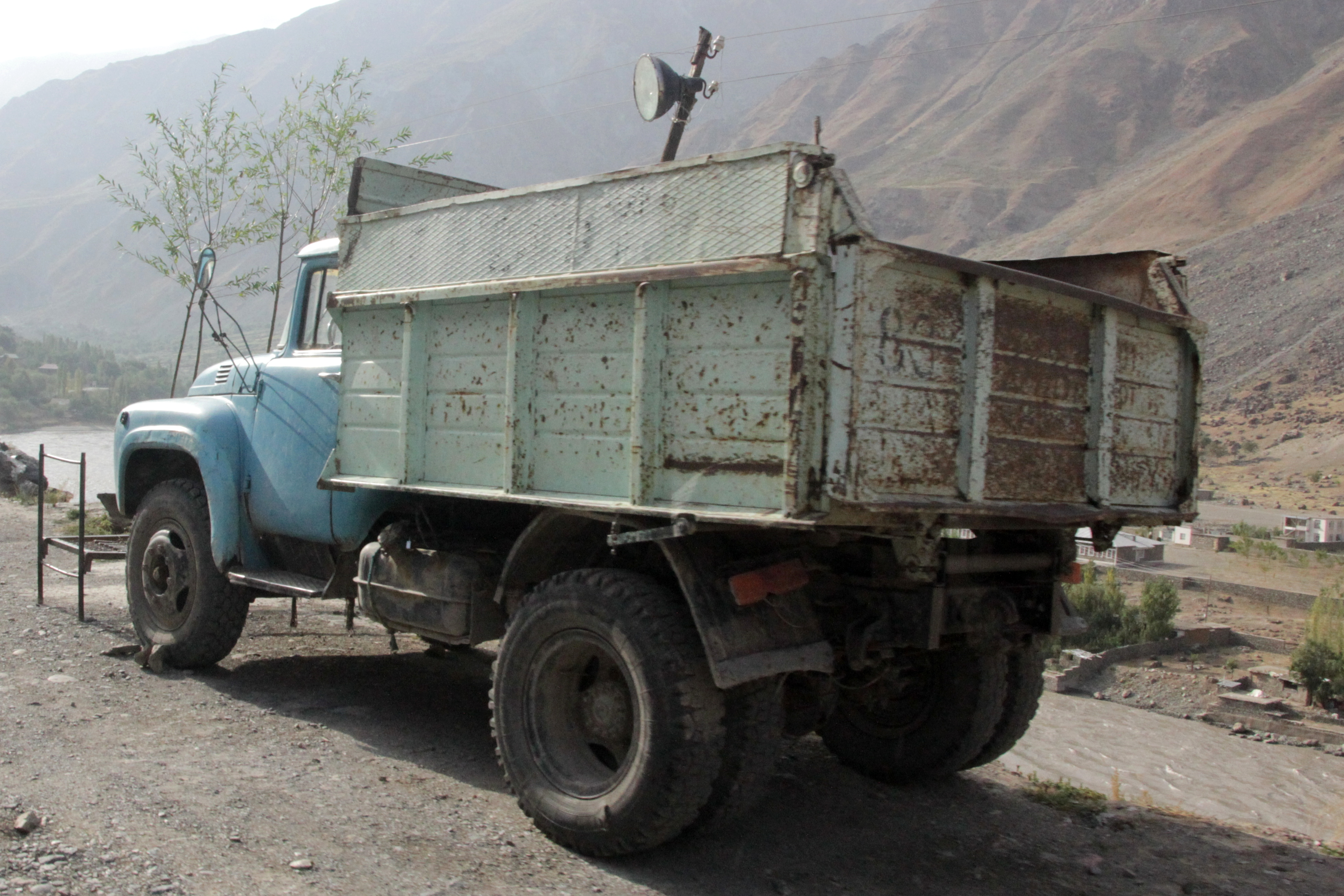
Heckansicht eines ZIL-MMZ-4502 in Tadschikistan (2016)

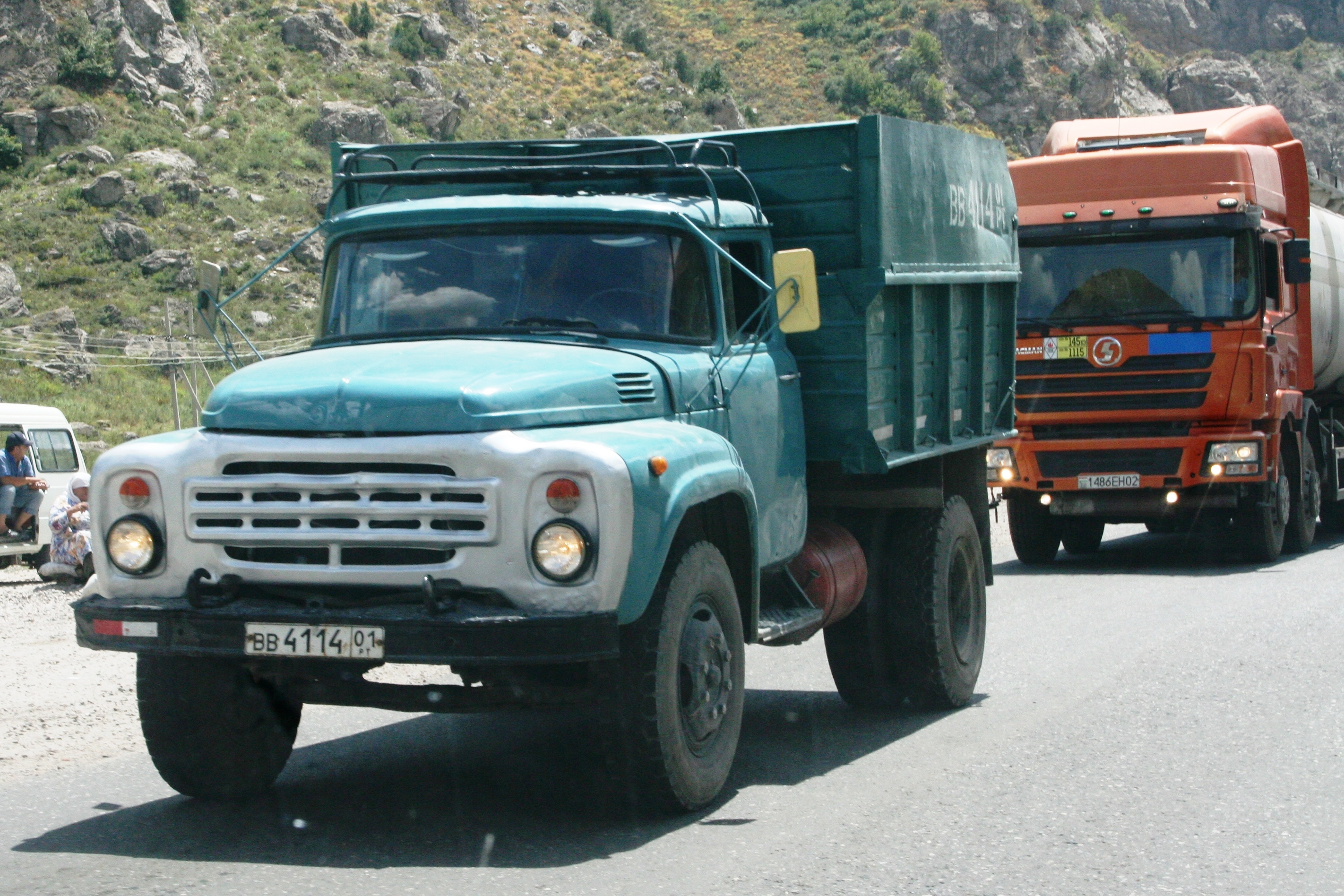
ZIL-MMZ-45023 für den Betrieb mit Gas, Tadschikistan (2016)

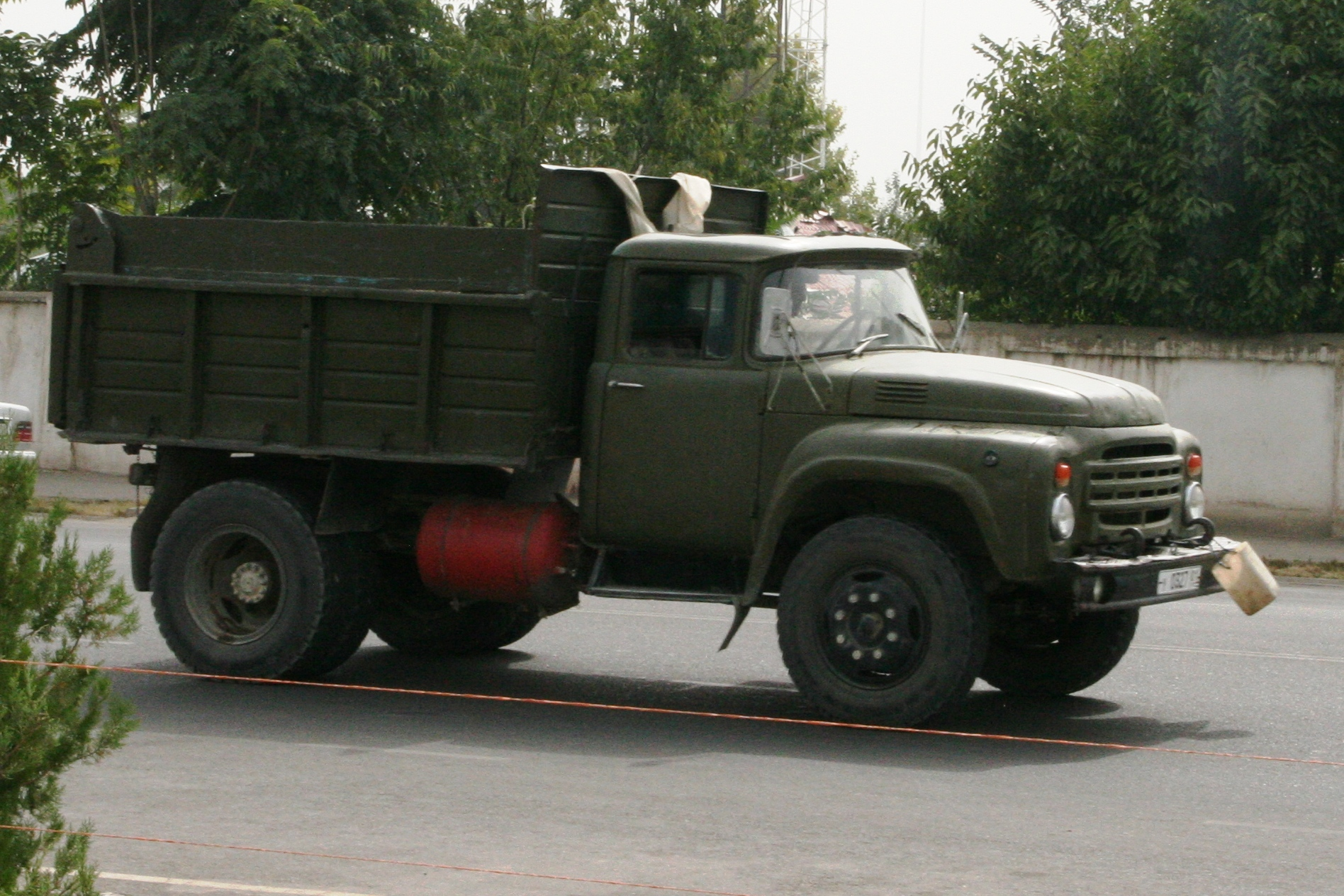
ZIL-MMZ-45023, Tadschikistan. Gut zu erkennen: Der rot lackierte Gastank (2016)

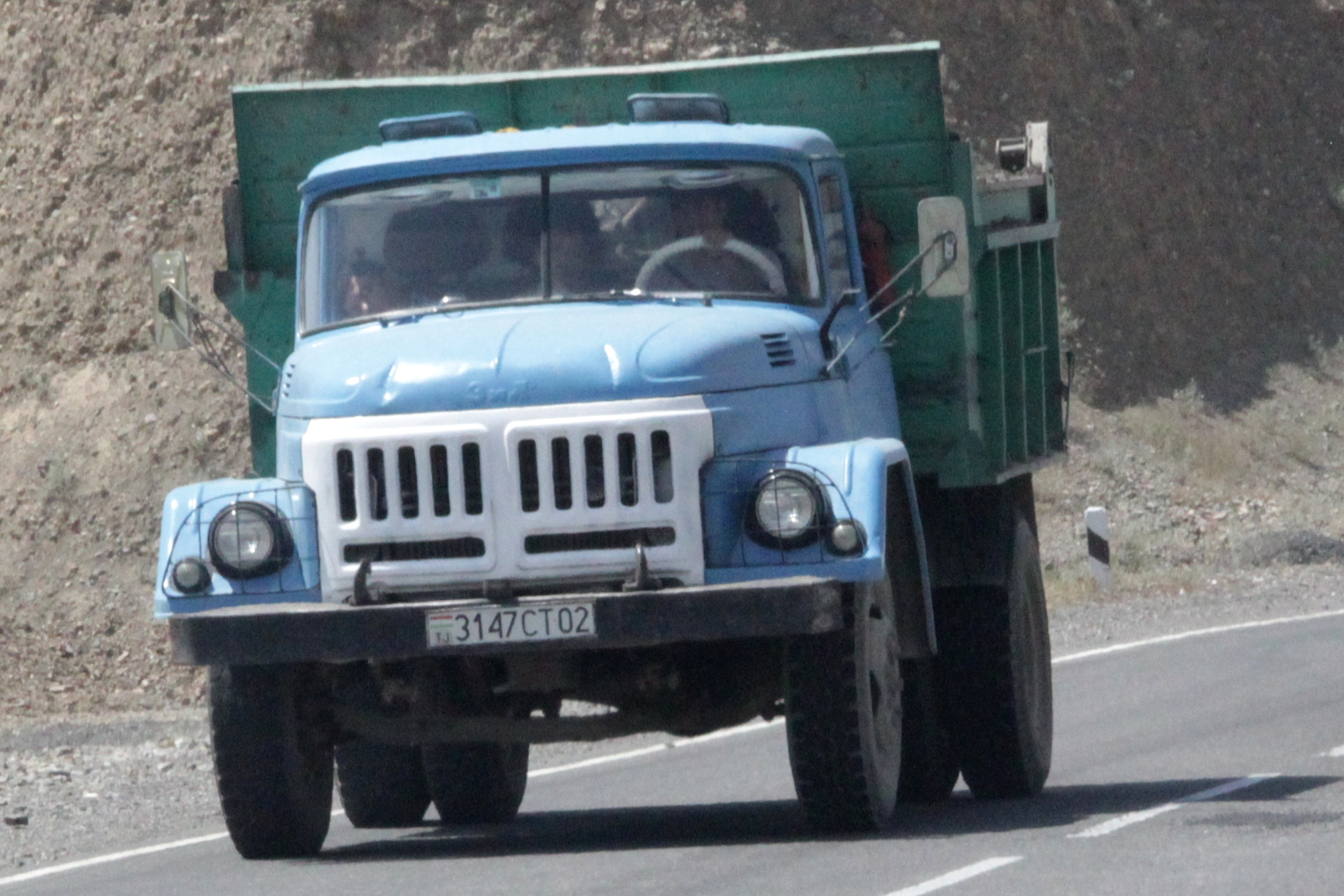
ZIL-MMZ-4502 mit Fahrerhaus des ZIL-131 in Tadschikistan, wahrscheinlich aus der Produktion von UAmZ (2016)

Das Mytischtschinski Maschinostroitelny Sawod (ins Deutsche übersetzt Mytischtschiner Maschinenbauwerk) begann 1947 mit der Fertigung von Kippern. Zunächst basierten die Fahrzeuge auf dem Fahrgestell des ZIS-5, später auf dem ZIS-150 und anschließend auf dem ZIL-164. Das Sawod imeni Lichatschowa seinerseits stellte die Fertigung ab 1962 auf den neuen ZIL-130 um, sodass auch für die Kipper aus Mytischtschi ein neues Fahrgestell zur Verfügung stand. Zunächst wurde der ZIL-MMZ-555 produziert, Mitte der 1970er-Jahre folgte der ZIL-MMZ-4502, der nach gültiger sowjetischer Normung mit einer vierstelligen Typkennung versehen wurde.
Der Lastwagen wurde für eine Nutzlast von 5000 kg ausgelegt und nutzt in der ersten Generation das Fahrgestell ZIL-130D1-66. Von ihm stammen auch der komplette Antriebsstrang und die Fahrerkabine. Das Chassis hat gegenüber dem Standardlastwagen einen kürzeren Radstand, um die Lkw wendiger zu machen. MMZ ergänzte die komplette Hydraulikanlage und deren Steuerung sowie den Hilfsrahmen und die darauf befestigte Kippmulde. Letztere ist rechteckig geformt und aus Stahlblech geschweißt, sie lässt sich nur nach hinten entleeren. Das Ladevolumen der Mulde ist mit 3,8 Kubikmetern relativ gering, da der Lkw für schwere Schüttgüter wie Sand ausgelegt war. Mit zusätzlichen Aufsatzbrettern ist es bis auf 5,1 Kubikmeter erweiterbar. Die kommerzielle Fertigung begann im Dezember 1975, ab dem 20. Januar 1976 wurde der Lkw in Großserie gebaut.
Im April 1977 wurde die Produktion auf neue Fahrgestelle vom Typ ZIL-130D1-76 umgestellt. Durch diesen Schritt konnte die Nutzlast auf 5250 kg gesteigert werden. Im Dezember 1980 wurde sie auf 5800 kg erhöht, die Fahrzeuge auf diesem Stand bis 1986 gebaut. Anschließend wurden sie durch den Typ ZIL-495810 ersetzt, an dem sich konstruktiv wenig änderte, der jedoch nach gültiger sowjetischer Normung umbenannt wurde. Dieser Unterbau wurde bis zum Produktionsende genutzt, die Zuladung dieser Modellversion liegt bei sechs Tonnen. ZIL stellte zum 30. Dezember 1994 die Produktion des ZIL-130 ein, entsprechend kamen auch keine Fahrgestelle mehr zu MMZ. Ab 1987 wurde als Nachfolger für den Baukipper der ZIL-MMZ-4505 mit neuer Mulde produziert, später der ZIL-MMZ-4506 auf Basis des moderneren ZIL-4331.
Zumindest einzelne Exemplare des ZIL-MMZ-4502 kamen in die Deutsche Demokratische Republik. Bereits in den 1960er-Jahren begann die Serienproduktion des optisch sehr ähnlichen ZIL-MMZ-554, der allerdings ein Dreiseitenkipper ist und speziell für die Landwirtschaft gefertigt wurde. Es existieren Fahrzeuge mit der Kabine des ZIL-131, die wahrscheinlich nach 1994 vom Uralski Awtomotorny Sawod (kurz UAmZ) gebaut wurden, wie auch bei anderen Modellen von MMZ geschehen. Es kann sich aber auch um nachträgliche private Umbauten handeln.

## Modellvarianten
Vom ZIL-MMZ-4502 gab es unterschiedliche Ausführungen, nicht alle wurden in Serie gefertigt.
- ZIL-MMZ-4502 – Basisversion, gebaut von 1975 bis 1994.
- ZIL-MMZ-45021 – Basierend auf dem Fahrgestell ZIL-130K hatte der Kipper den 110-PS-Motor des ZIL-157 mit sechs Zylindern und 5,55 l Hubraum. Gebaut von 1975 bis 1990.
- ZIL-MMZ-45022 – Für den Einsatz in Kombination mit Anhängern bis 8000 kg Gesamtgewicht gedacht. Es wurden entsprechende Änderungen an Bremssystem und Hydraulik gegenüber den Standardfahrzeugen vorgenommen. Gebaut von 1975 bis 1988.
- ZIL-MMZ-45023 – Wie ZIL-MMZ-45022, jedoch auf Basis des ZIL-138 und damit für den Betrieb mit Flüssiggas geeignet. Gebaut von 1977 bis 1994.
- ZIL-MMZ-45024 – 1987 gebauter Prototyp für den Betrieb mit komprimiertem Erdgas, sonst wie der ZIL-MMZ-45022. Nicht in Serie gegangen.
- ZIL-MMZ-450241 – Wie ZIL-MMZ-45022, jedoch speziell für nördliche Gebiete gebaut und bis −60 °C einsatzbereit. Gebaut von 1987 bis 1990.

## Technische Daten
Für die Serienfahrzeuge vom Typ ZIL-MMZ-4502, Stand vor 1980.
- Motor: Viertakt-V8-Ottomotor, wassergekühlt
- Motortyp: „ZIL-130“
- Leistung: 150 PS (110 kW) bei 3100 min−1
- Ventilsteuerung: hängende Ventile
- Gemischaufbereitung: Vergaser, Typ K-88
- Hubraum: 5966 cm³
- Bohrung: 100,0 mm
- Hub: 95,0 mm
- maximales Drehmoment: 402 Nm bei 1800–2000 min−1
- Zündfolge: 1–5–4–2–6–3–7–8
- Verdichtung: 6,5:1
- Treibstoff: Benzin, mindestens 76 Oktan
- Tankinhalt: 170 l
- Treibstoffverbrauch: 28 l/100 km bei 40 km/h
- Bremsweg aus 50 km/h: 28 m
- Kupplung: Einscheiben-Trockenkupplung
- Getriebe: mechanisches Fünfganggetriebe mit Rückwärtsgang, teilsynchronisiert
- Höchstgeschwindigkeit: 90 km/h
- Bordspannung: 12 V
- Lichtmaschine: Typ G130, 28 A, 350 W
- Anlasser: Typ 6-ST-78
- Antriebsformel: 4×2

Abmessungen und Gewichte
- Länge: 5490 mm
- Breite: 2500 mm
- Höhe: 2540 mm
- Radstand: 3300 mm
- Spurweite vorne: 1800 mm
- Spurweite hinten: 1790 mm (Doppelbereifung)
- Ladevolumen: 3,8 m³, mit zusätzlichen Aufsatzbrettern 5,1 m³
- Abmessungen Kippmulde (innen, L×B×H): 2600 × 2300 × 635 mm
- maximaler Kippwinkel: 50°
- Bodenfreiheit: 270 mm
- Wendekreis: 17,6 m
- Reifengröße: 260–20″
- Leergewicht: 4575 kg
- Zuladung: 5250 kg (Mulde) + 225 kg (im Fahrerhaus)
- zulässiges Gesamtgewicht: 10.275 kg
- Achslast vorne: 2800 kg
- Achslast hinten: 7475 kg